# Pancho hors-la-loi
Pancho hors-la-loi est la seizième histoire de la série Jerry Spring de Jijé. Elle est publiée pour la première fois du no 1290 au no 1311 du journal Spirou. Puis est publiée sous forme d'album en 1964.